# Казашка народна ношња
Казашка народна ношња, коју носе Казаси, често је направљена од материјала који одговара екстремној клими у региону и номадском начину живота људи. Обично је украшена сложеним орнаментима направљеним од птичјих кљунова, животињских рогова, копита и стопала. Иако савремени Казаси обично носе западњачку одјећу, Турци носе традиционалнију одјећу за празнике и посебне прилике.
Национална одјећа казашког народа - модели одјеће узимају се у обзир етнички, економски и климатски услови и шивају се према древним традицијама. Казаси имају унутрашњу, спољашњу, мокру, једнодјелну, украсну и церемонијалну одјећу. Једнократна одјећа је луксузна одјећа од скупих тканина, која се носи за вјенчања, окупљања и путовања у иностранство. У казашкој традицији, чјовек носи најбољу и најљепшу одјећу када иде у рат. Доњи веш: кошуља, халтер, прслук, јакна; за горњу одјећу: огртач, капуљача, прслук, капут, јакна; Одијела укључују: капу, бочни огртач, кебенек платно, горњу одјећу (казашка одјећа).
Одјећа се прави од вуне, свиле, филца и крзна. Казаси посебно цијене кожу антилопе, тигра, самура, куне, бијелог миша и друге. Од коже ових животиња шивене су туне. Капут обложен вриједним крзном звао се стомак. По овом крзну се дијели на самурово, јеленово, вучје и крзно куне. Унутрашњост је обложена драгоцјеним свиленим тканинама као што су шуга, маут, три групе сомота, сатена, плави берен, манат, кирзими, торгон и ламбек. Унутрашњост је понекад направљена са пристојном, дебелом, ребрастом крагном.

## Материјали и методе производње
Традиционални материјали који се користе у казашкој одјећи укључују тканину, кожу, филц и крзно. За декорацију се такође могу користити вез, крзно, накит и орнаментика. Увезени материјали као што су свила, брокат и сомот се такође могу користити за одјећу, али су скупљи од традиционалних материјала.
Традиционални материјали, као што су коњска длака, крзно лисице, овчја вуна и зечја кожа, користе се у производњи одјеће. Припрема материјала укључује скидање коже, сушење и подмазивање коже мјешавином киселог млијека и брашна. Послије четири дана, коже се исперу и намоче у концентрованом сланом раствору. Након додатног сушења, доња страна коже се струже ножем за скидање коже прије него што се загрије; ово даје кожи бјеличасту боју. Крзно је тада спремно за фарбање у разним бојама. Жута боја се прави од згњеченог корјена биљке Таранови. Црвена боја се прави од корјена Ујран Бојау, а наранџаста боја се често прави од осушених кора нара.
Казаси често користе бијелу вуну, а вуну са овчијег врата сматрају вриједном. Длака двогрбе камиле се такође користи за луксузнију одјећу. Поддлака, сакупљена након што је камила лињала, сматра се посебно вриједном.
Казашки номади користили су увезене памучне, свилене и вунене тканине. Феудално племство је користило увезене тканине за израду своје одјеће; мање имућни Казаси су носили лакше доступне материјале, као што су крзно, кожа и домаћа вуна. Тканине су се преле код куће на примитивном, хоризонталном разбоју.

## Женска народна ношња
Жене носе одећу налик кошуљи познатој као каз. köylek. Користе се различите тканине, од скупљих тканина за свечану одјећу и уобичајених тканина за свакодневну употребу. Кöylek се прави тако што се комад тканине пресавије на пола и зашије стране од пазуха до доњег руба.
Кöylek, који обично носе неудате казашке дјевојке, обично се прави од лагане, меке тканине која наглашава струк. Kunikey на казашком значи „сличан сунцу“, а ријеч се користи да опише ову врсту одјеће. Казашке дјевојке носе панталоне од овчије коже, домаће тканине и тешке памучне тканине. Могу бити кратки (shalbar) или дуги (dalbar).
Кupe је капут који носе жене и мушкарци који се обично прави од лисичјег крзна или, повремено, од козје коже. Обично је подстављен камиљом или овчјом вуном и опшивен крзном видре на рукавима ради топлине током раног прољећа и јесени. Женска kupe се разликује од мушке по извезеној крагни.
Основни предмет казашке одјеће је чапан или шапан, дуга, широка одјећа. За разлику од друге одјеће, она није родно специфична и носе је мушкарци и жене. Чапани се праве од разних тканина и доступни су у низу боја (најчешће једнобојних или тамних). Обложене су слојем вуне или памука. Свечани сомотски чапани украшени су апликацијама, четком и златовезом. Ову врсту огртача су носили богати Казаси.
Syrmaly је чапан који је прошивен и ојачан гушћом тканином. qaptal је подстављен чапан, а shabu је чапан са ошишаним крзном.

### Покривала за главу
Покривала за главу указују на статус жене у вези. Неудате дјевојке носе мараму и топлу капу са крзном. Имућније дјевојачке капе су од свијетле баршунасте тканине и везене златним концем.
Покривало за главу младенке познато је као саукеле. Ови украси за главу, често преко једног стопала, украшени су вриједним украсима као што су бисери, корали и пресовано сребро. Дуги наставци, жактау, причвршћене су на бочне стране саукелеа и уоквирују невестино лице. Понекад досежу невјестин струк. Мање успјешне жене праве саукеле од тканине или сатена и украшавају га стакленим перлама; жактау се додају касније.
Након рођења првог дјетета, жена носи шешир од бијеле тканине (често до краја живота). Детаљи о шеширу се разликују од региона до региона. Има два дијела; дно (кимешка) се ставља на главу а врх се увија да се формира турбан.

## Мушка народна ношња
Мушкарци носе двије врсте кожних кошуља (без поткошуље), унутрашње и спољашње панталоне и широке огртаче од разних материјала опасане кожом или платном. Током 18. вијека горње панталоне (shalbar) шивене су од домаће тканине и коже од камиље длаке. Имали су извезене шаре од свиле у облику поврћа, крајеви често обложени китњастом траком и чипком и обрубљени крзном.
Јакне су шивене од једнобојних тамних (повремено разнобојних) тканина. Имали су платнену поставу, често изоловану танким слојем вуне. Популарна међу младим казашким мушкарцима, jargaq shapa је украшена традиционалним шарама и носи се у важним приликама.
Капут (ton) је често направљен од овчје коже, али може бити направљен од коже ракуна (janat ishik) или сребрне лисице (qara tulki). Племићи често носе kok ton, бунде од плавог платна прекривене (и обрубљене) дабровом кожом. Tons се често праве шивањем штављених овчијих кожа са вуном изнутра; просперитетнији Казаси носе tons направљене од вуне јагњади од четири до пет мјесеци.

### Покривала за главу
Аиијр калпак је шиљата, подигнута капа, коју обично носи виша класа. Капа од тканине је украшена јединственим, украсним шарама које указују на богатство, моћ и друштвени статус. Борик је топла, округла капа украшена крзном видре, куне или ракуна, а тимак је крзнена капа која покрива уши.
Кулапара је капуљача коју носе ловци, пастири и сточари која се причвршћује за крагну капута. За камуфлажу, ловци у различитим годишњим добима носе кулапару различитих боја: белу зими, зелену лети, жуту у јесен. Такииа је лагани, округли шешир украшен узорцима који укључују зооморфни вез, цвијеће и животињске рогове.

## Обућа и додаци
У казашкој култури посебно мјесто заузима обућа: чизме са високим потпетицама, са уздужним прорезом у горњим дијеловима, извезене тракама од зелене коже, чизме са филцаним чарапама, са меким ђоном, шпицастим прстима, као и прошивене филцане чизме и др. Захваљујући трговачким односима са Кином, било је могуће донијети скупе свилене и памучне тканине за шивење, које су производиле руске фабрике од почетка 18. вијека. Танке хаљине са воланима и воланима шиле су се од сатена, бијеле тканине, најлона, шифона и лана.
Појасеви од сомота, вуне, свиле и издржљиве штављене коже били су обавезан дио казашке одјеће. Кожни појасеви су били украшени орнаментима, причвршћени металним плочицама са драгим камењем, висећим кесама, џеповима за кремене и тако даље. Такви појасеви се називају "кисе". Млади момци су украшавали своје појасеве ланцима и разним накитом. Широки женски појасеви били су од свиле и сомота. Били су украшени златом, сребром и драгим камењем. Казашка национална ношња се мјењала вијековима у складу са климатским условима и номадским начином живота Казаса. На формирање националне одјеће утицале су економске и културне везе са сусједним земљама.

## Савремени контекст народне ношње
Године 2021., 14-годишња Казашка Снежана Ли, родом из Актобеа, освојила је златни пехар и милион јужнокорејских вона (851 УСД) на 7. годишњем међународном такмичењу International Super Queen Fashion у Сеулу, Јужна Кореја. Према The Astana Times-у, судијама је, између осталих вјештина, била наклоњена њена традиционална казашка одећа, што је довело до њеног освајања награде.

## Галерија
- Џангир Кан и његова жена из Буки Хорде, 1898. год.
- Пар из Семипалатинске области, 1879. год.
- Старији пар из Кокшетауа, 1896. год.
- Стари Казак у качкету, аутономни регион Синђанг Ујгур, Кина
- Казашка породица у свечаној ношњи, око 1900 год.
- Намјесници општина (вјероватно округа Атбасар), 1909. год.
- Гувернер казашке општине са породицом у близини јурте, 1872. год., Оренбуршка губернија
- Невјеста носи саукеле, област Семиреченск, 1898. год.
- Богата жена са дјецом, 1899. год., фотографија Самуила Дудина
- Жене у народним ношњама, 2012. год.
- Посада свемирског брода Сојуз МС-11 у традиционалним казахстанским ношњама, Бајконур, 2018.
- Алтаи Казаси у бориксу, између 1911 и 1913 год. Фотографија Михаила Круковского
- Народна ношња, изложба Национални музеј Казахстана
- Школарци у народним ношњама, Алма-Ата, 1964. год.